# Tengo sueños eléctricos
Tengo sueños eléctricos es una película dramática costarricense dirigida por Valentina Maurel. Fue estrenada el 3 de agosto de 2022. Fue ganadora del Festival Internacional de Cine de San Sebastián en la categoría Horizontes Latinos.

## Sinopsis
Eva no aguanta el hecho de que su madre quiera reformar la casa y deshacerse del gato, que, desorientado desde el divorcio de sus padres, se orina en todas partes. Quiere marcharse y vivir con su padre, que está viviendo una segunda adolescencia. Eva lo sigue mientras intenta reconectar con su deseo de convertirse en artista y de volver a encontrar el amor. Pero, como alguien que cruza un océano de adultos sin saber nadar, Eva también descubrirá la rabia que la carcome, y que sin saberlo, ha heredado de él.

## Reparto
- Daniela Marín Navarro como Eva
- Reinaldo Amién como Martín
- Vivian Rodríguez como Anca
- José Pablo Segreda Johanning como Palomo

## Recepción
Tengo sueños eléctricos se estrenó el 8 de agosto de 2022 en el 75.º Festival de Cine de Locarno. Allí, el trabajo de dirección de Maurel se contó entre las contribuciones destacadas en la competencia internacional.
El crítico de cine suizo independiente Michael Sennhauser elogió la película como un "acto de equilibrio soberano en todos los niveles" y la comparó con un "paseo por la concurrida autopista". No hay "casi ningún segundo sin tensión, miedo o incluso ira en esta historia". Sennhauser elogió a la actriz principal Daniela Marín Navarro como "sensacional" en el papel de Eva.
Aurora Engelen (Cineuropa) calificó la película de brillante y elogió a los dos actores principales Daniela Marín Navarro y Reinaldo Amien Gutiérrez como un padre amoroso y violento. El trabajo de dirección de Maurel no es una película clásica sobre la mayoría de edad en la que una niña se convierte en una mujer joven durante el verano. "Eva va más allá: ve la agonía, la incapacidad, la violencia de lo que le espera 'del otro lado' después de la pubertad", dice Engelen. La ciudad de San José, que pocas veces se muestra en los cines, se retrata alejada de todo lo exótico.

## Premios
| Año  | Premio                                                | Categoría | Candidato(a)            | Resultado | Ref    |
| ---- | ----------------------------------------------------- | --- | ----------------------- | --------- | ------ |
| 2022 | Festival Internacional de Cine de San Sebastián       | Horizontes Latinos | Valentina Maurel        | Ganador   | [ 3 ]  |
| 2022 | Festival Internacional de Cine de Locarno             | Mejor dirección | Valentina Maurel        | Ganador   | [ 8 ]  |
| 2022 | Festival Internacional de Cine de Locarno             | Mejor interpretación femenina | Daniela Navarro         | Ganador   | [ 8 ]  |
| 2022 | Festival Internacional de Cine de Locarno             | Mejor interpretación masculina | Reinaldo Amién          | Ganador   | [ 8 ]  |
| 2022 | Festival Internacional de Cine de Locarno             | Mención Jurado Ecuménico | Tengo sueños eléctricos | Ganador   | [ 8 ]  |
| 2022 | Festival Internacional de Cine de Locarno             | Leopardo de Oro | Tengo sueños eléctricos | Nominado  | [ 8 ]  |
| 2022 | Festival Internacional de Cine de Salónica            | Alejandro de Oro | Tengo sueños eléctricos | Ganador   | [ 9 ]  |
| 2022 | Festival Internacional de Cine de Salónica            | Mejor interpretación masculina | Reinaldo Amién          | Ganador   | [ 9 ]  |
| 2022 | Federación de escuelas de cine de América Latina      | Mejor largometraje en competencia oficial realizado por director/a latinoamericano/a hasta 35 años en competencia internacional, latinoamericana y Argentina | Tengo sueños eléctricos | Ganador   | [ 10 ] |
| 2022 | Federación Internacional de la Prensa Cinematográfica | Mejor película | Tengo sueños eléctricos | Ganador   | [ 10 ] |
| 2022 | Festival Internacional de Cine de la India            | Pavo real de oro | Tengo sueños eléctricos | Ganador   | [ 11 ] |
| 2022 | Festival Internacional de Cine de la India            | Mejor interpretación femenina | Daniela Navarro         | Ganador   | [ 11 ] |
| 2022 | Festival de Cine Latinoamericano de Biarritz          | Mejor interpretación femenina | Daniela Navarro         | Ganador   | [ 12 ] |
| 2022 | Festival Cineuropa                                    | Mejor interpretación masculina | Reinaldo Amién          | Ganador   | [ 13 ] |
| 2022 | Festival Cineuropa                                    | Mejor guion | Valentina Maurel        | Ganador   | [ 13 ] |
| 2022 | Leeds International Film Festival                     | Mejor película (nuevos directores) | Valentina Maurel        | Ganador   |        |
| 2022 | Festival Internacional Antofacine                     | Mejor largometraje internacional | Tengo sueños eléctricos | Ganador   | [ 14 ] |
| 2022 | Festival de Cine de Bogotá                            | Radiofónica de la juventud | Tengo sueños eléctricos | Ganador   | [ 15 ] |
| 2022 | Reykjavík International Film Festival                 | Mención especial | Tengo sueños eléctricos | Ganador   |        |
| 2022 | Festival de Cine de Gante                             | Mención especial | Tengo sueños eléctricos | Ganador   |        |
| 2022 | Festival Internacional de Cine de Mar del Plata       | Mejor película latinoamericana | Tengo sueños eléctricos | Nominado  | [ 16 ] |
| 2022 | Festival Latinoamericano de Cine de Quito             | Mención de Honor | Tengo sueños eléctricos | Ganador   | [ 17 ] |
| 2023 | Luxembourg City Film Festival                         | Grand Prix | Tengo sueños eléctricos | Ganador   | [ 18 ] |
| 2023 | Premios Nacionales de Cultura                         | Mejor dirección | Valentina Maurel        | Ganador   | [ 19 ] |
| 2023 | Premios Nacionales de Cultura                         | Mejor realización conceptual | Nicolas Wong            | Ganador   | [ 19 ] |
| 2023 | Premios Nacionales de Cultura                         | Mejor producción | Felipe Cordero          | Ganador   | [ 19 ] |
| 2023 | Festival Internacional de Cine en Guadalajara         | Mejor película iberoamericana de ficción | Tengo sueños eléctricos | Ganador   | [ 20 ] |
| 2023 | Festival Internacional de Cine en Guadalajara         | Mejor actor en un largometraje iberoamericano de ficción | Reinaldo Amién          | Ganador   | [ 20 ] |
| 2023 | Festival Internacional de Cine en Guadalajara         | Mejor fotografía iberoamericano de ficción | Nicolas Wong            | Ganador   | [ 20 ] |
| 2023 | Festival de Cine de Lima                              | Mejor película | Tengo sueños eléctricos | Nominado  | [ 21 ] |
| 2023 | Festival de Cine de Lima                              | Mejor ópera prima | Tengo sueños eléctricos | Ganador   | [ 21 ] |
| 2023 | Festival de Cine de Lima                              | Premio ECRAN a la mejor dirección de ópera prima o segundo largometraje de la Competencia Ficción                                                            | Valentina Maurel        | Ganador   | [ 21 ] |
| 2023 | Festival de Cine de Lima                              | Premio NUNA a la mejor directora latinoamericana en Competencia                                                                                              | Valentina Maurel        | Ganador   | [ 21 ] |